# Somoskőújfalu vasútállomás
Somoskőújfalu vasútállomás egy Nógrád vármegyei vasútállomás, Somoskőújfalu településen, melyet a MÁV üzemeltet. 1920–1923 között Somošová néven Csehszlovákiához tartozott.

## Vasútvonalak
Az állomást az alábbi vasútvonalak érintik:
- Hatvan–Somoskőújfalu-vasútvonal
- Fülek–Somoskőújfalu-vasútvonal

## Kapcsolódó állomások
A vasútállomáshoz az alábbi állomások vannak a legközelebb:
- Salgótarján megállóhely (Hatvan–Somoskőújfalu-vasútvonal)
- Fülek vasútállomás (2011–)
- Sátorosbánya megállóhely (–2011)

## Forgalom
| Járat        | Útvonal | Gyakoriság   |
| ------------ | --- | ------------ |
| személyvonat | Hatvan – Mátravidéki Erőmű – Lőrinci – Selyp – Apc-Zagyvaszántó – Jobbágyi – Szurdokpüspöki – Pásztó – Mátraszőlős-Hasznos – Tar – Mátraverebély – Nagybátony – Kisterenye – Kisterenye-Bányatelep – Zagyvapálfalva – Salgótarján külső – Salgótarján – Somoskőújfalu | 1-2 óránként |